# Homerova odtahovka
Homerova odtahovka (v anglickém originále Midnight Towboy) je 3. díl 19. řady (celkem 403.) amerického animovaného seriálu Simpsonovi. Scénář napsala Stephanie Gillisová a díl režíroval Matthew Nastuk. V USA měl premiéru dne 7. října 2007 na stanici Fox Broadcasting Company a v Česku byl poprvé vysílán 8. února 2009 na stanici ČT2.

## Děj
Když Marge jednou večer ukládá Maggie do postele, zjistí, že je příliš vlezlá. Poté, co Maggie svým chováním způsobí, že láhev s mlékem spadne a rozbije se na podlaze v kuchyni, Bart a Líza pomohou Marge kontaktovat organizaci, která pomáhá dětem být samostatnější. Poradkyně společnosti přijede pracovat s Maggie a nařídí Marge, aby ji nechala v pokoji samotnou. Marge je nejprve Maggiiným pláčem znervózněna, ale Maggie se rychle uklidní, zatímco Marge ji překvapeně pozoruje. Maggie je brzy schopná vylézt na vlastní vysokou židli a vzít si pro sebe knížku a banán a Marge si se smutkem uvědomí, že už ji nepotřebuje. 
Homer mezitím jezdí po celém Springfieldu a hledá další mléko, ale bezvýsledně. Nakonec nějaké koupí v ošuntělém sousedním městě Guidopolis, které je obydleno italsko-americkými stereotypy, ale zjistí, že mu auto odtáhl muž jménem Louie. Když Louie vidí Homerovu fascinaci odtahovou službou, odpojí mu auto a uvede ho do podnikání, ale varuje ho, aby v Guidopolisu nepracoval, protože je to Louieho území. Homer začne ve Springfieldu odtahovat jedno auto za druhým, čímž rozzlobí obyvatele a přiměje je plánovat pomstu. 
Obyvatelé nastrčí auto přímo do Guidopolisu, nastraží ho tak, aby vypadalo, že parkuje nelegálně, a schovají značku s omezením ve městě, aby Homera zmátli, že se nachází uvnitř Springfieldu. Když auto odtáhne, obyvatelé značku odhalí; Louie, rozzuřený tímto přestupkem, Homera unese a zavře ho ve sklepě s dalšími řidiči odtahových vozů, kteří se mu znelíbili. 
Když je Homer pryč, situace s parkováním ve Springfieldu se zvrhne v pandemonium. Po čtyřech dnech přijede Maggie na Spasiteli do Guidopolisu a řidiče osvobodí tak, že pomocí háku na Louieho odtahovce vytrhne mříže na jeho sklepním okně. Homer se vrací domů s Maggie a psem a Marge a Maggie se šťastně usmíří.

## Kulturní odkazy
Název epizody je odkazem na Půlnočního kovboje. Louieho padací dveře jsou aktivovány bustou Jona Bon Joviho, což je obdoba seriálu Batman z 60. let. Homer, Bart, Líza, Ralph a Milhouse parodují scénu z filmu Zvěřinec časopisu National Lampoon a zpívají píseň „Shout“. „Mr. T is The Lion King“ je vidět na billboardu, zatímco Homer jede do Guidopolisu. Maggie vlastní plyšové zvíře Justin Timberwolf, což je odkaz na Justina Timberlakea. Vzkaz v Maggiiných blocích je odkazem na Homerův „vzkaz“ v dílu Návrat nezdárné matky. 
Homer nadchne unesené řidiče popisem zápletek filmů Transformers a Shrek Třetí. Unesení řidiči zpívají píseň „Under the Boardwalk“ od skupiny Drifters.
V jedné scéně Bart vystřihne z Bible několik sprostých slov s tím, že když jsou v Bibli, může je on a Milhouse používat, a uvede, že „Leviticus“ je nadávka.

## Přijetí
Ve Spojených státech díl během premiéry sledovalo 7,8 milionu diváků.
Robert Canning ze serveru IGN udělil epizodě 7,4 z 10 bodů, což je lepší hodnocení než u dvou předchozích dílů, a označil ji za „solidní, zábavnou epizodu“. Podle něj byla „podivná scéna zahrnující vzducholoď Duff, pirátskou loď námořního kapitána a vlakovou lokomotivu projíždějící ulicemi prostě příliš směšná na to, aby nebyla vtipná“.
Richard Keller z TV Squad označil díl za „slušnou, silnou epizodu“, která přinesla mnoho smíchu, a líbila se mu podzápletka epizody s Marge a Maggie a užil si scénu, kdy Marge bojovala s počítačem.
Patrick D. Gaertner ze serveru Puzzled Pagan napsal: „Nevím, čím to je, ale tahle epizoda na mně nezanechala téměř žádný dojem. V průběhu seriálu jsme viděli Homera nastoupit do několika opravdu podivných a náhodných zaměstnání, ale řidič odtahovky je rozhodně zvláštní volba. Člověk by řekl, že to nebude oplývat dramatickým potenciálem, a měl by pravdu. Upřímně řečeno, myslím, že epizoda ukázala určitý potenciál, když Springfield upadl do parkovací anarchie, protože to bylo naprosto směšné. Premisa, že Homer dostane odtahovku, je tak fádní, že by podle mě potřebovala posílit nějakou kreslenou absurditou, aby to fungovalo. Ale nevím, tenhle díl byl prostě tak trochu průšvih. Ani nevím, co k tomu víc říct, protože jsem na tuhle epizodu už upřímně zapomněl.“.